# Pitome Loze
Pitome Loze (en serbe cyrillique : Питоме Лозе) est un village du centre du Monténégro, dans la municipalité de Danilovgrad.

## Démographie

### Évolution historique de la population
| 1948 | 1953 | 1961 | 1971 | 1981 | 1991 | 2003 |
| ---- | ---- | ---- | ---- | ---- | ---- | ---- |
| 146  | 88   | 152  | 46   | 87   | 233  | 415  |